# 1890

## أحداث
- تأسيس مدينة هراري وتقع حاليا في زيمبابوي.
- تأسيس مدينة دافنبورت وتقع حاليا في أستراليا.
- تأسيس مدينة الخضيرة.
- تأسيس مدينة ماسفينغو وتقع حاليا في زيمبابوي.
- تأسيس مدينة رحوفوت.
- 3 يوليو – قبول أيداهو كولاية ما جعلها الولاية الأمريكية الثالثة والأربعون.
- 10 يوليو – قبول وايومنغ كولاية ما جعلها الولاية الأمريكية الرابعة والأربعون.

## مواليد
- أدوين هاوارد آرمسترونغ
- ألفرد يودل
- أغاثا كريستي
- أوتو رويتر
- إدريس السنوسي
- إل ليسيتزكي
- بشارة الخوري
- بشير يموت
- بوريس باسترناك
- جاك إبرت
- حسنين محمد مخلوف
- خالد عبد اللطيف الحمد
- دوايت أيزنهاور
- ستان لوريل
- شارل ديغول
- عبد الفتاح الشعشاعي
- عبد الوهاب الجيلاني
- فالتر هازنكليفر
- فانيا كابلان
- فرانتس فرفل
- فريدريك باولوس
- فريتز لانغ
- فوزي القاوقجي
- فياتشيسلاف ميخائيلوفيتش مولوتوف
- كوبا شعبان
- كورت شتودنت
- ماجد بك الزهدي
- مايكل كولينز (سياسي أيرلندي)
- محمد التلاتلي
- محمد شرف (رائد المعاجم)
- محمد علي الحامي
- محمد فهمي عبد المجيد
- مفيدة بورقيبة
- ناصر بن علي بن حسين
- دهام بن الهادي بن العاصي الجربا
- هرمان مولر
- هوارد فيليبس لافكرافت
- وليم لورنس براغ
- ياروسلاف هايروفسكي
- 15 سبتمبر - الكاتبة البريطانية اجاثا كريستي.
- جميل المدفعي - عسكري وسياسي عراقي.

## وفيات
- إنجي هانم
- أديلبرت ديلبروك
- ألفونس كار
- إدوارد فولانسبي نويز
- إليشا داير
- تشارلز كلارك ستيفنسون
- جوزيف ميريك
- جون فريمونت
- جون كلايتون
- جونيوس سبنسر مورجان
- خليفة بن سعيد
- خير الدين التونسي
- ريتشارد فرانسيس بيرتون
- فرحان بن صفوق الجربا شيخ قبيلة شمر الجزيرة (1847-1890)
- كارلو كولودي
- كروستوفر شولز
- كريستسيان هنري فريدريك بيترز
- لوسيا زاراتي
- محمد صديق خان
- نحميا غرين
- هاينريش شليمان
- 29 سبتمبر - فينسنت فان غوخ - رسام هولندي شهير
- 14 ديسمبر - محمد فيضي الزهاوي - فقيه وعالِم دين عراقي.